# رقیه الغسره
رقیه الغسره (عربی: رقية الغسرة؛ زادهٔ ۶ سپتامبر ۱۹۸۲) دونده سرعت زن اهل بحرین است.